# اندیس آنومالی چاه بک
آنومالی چاه بک یک اندیس فلزی است که در حوالی شهر چهار فرسخ استان خراسان قرار دارد و مادهٔ معدنی موجود در آن، طلا است.  